# Лангерейс
Лангерейс (нід. Langereis) — селище в нідерландській провінції Північна Голландія. Його територія розділена між  муніципалітетами Голландс-Крон та Опмер.
Його площа становить 3,99 км², а населення станом на 2021 рік складало 115 осіб.